# Юлюс Юзелюнас

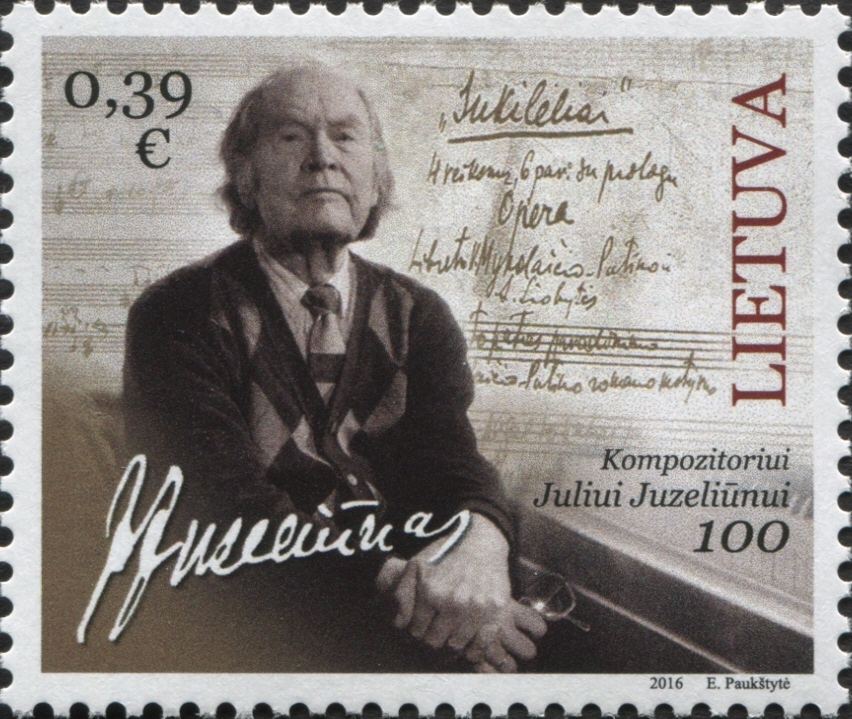
Поштова марка Литви, присвячена 100-річчю від дня народження Ю. Юзелюнаса

Юлюс Юзелюнас (лит. Julius Juzeliūnas; 20 лютого 1916, Бауска, Латвія — 15 червня 2001, Вільнюс) — литовський композитор, педагог та політик; лауреат Національної премії Литви з культури та мистецтва (1990). Голова Комісії з розслідування злочинів сталінізму (1988–1990).

## Біографія
1948 закінчив Каунаську консерваторію. Учень Юозаса Ґруодіса. 1952 закінчив аспірантуру Санкт-Петербурзької консерваторії (клас В. В. Волошинова).
З 1952 — викладач (з 1970 — професор) Литовської консерваторії. Доктор мистецтвознавства (1973). Один із основних представників балтійського «мінімалізму». У музиці використовував фольклорні мотиви. Серед студентів: Феліксас Байорас, Юстінас Башинскас, Вітаутас Лаурушас, Вітаутас Юозапайтіс, Юрґіс Юозапайтіс.
Автор книги „Akordo sandaros klausimu“ (Каунас, 1972).
Член Ініціативної групи Литовського руху за перебудову (1988), у 1988–1993 — член ради Сейму Саюдіса. Був головою Комісії з розслідування злочинів сталінізму (1988–1990). Обирався народним депутатом (1989–1990). У 1991–1997 — голова Центру досліджень репресій у Литві. У 1991–1995 — член Ради Литви з науки.

## Твори
- опера «Повстанці» (1957, поставлена 1977, Вільнюс)
- опера «Гра» (1968)
- балет «На березі моря» (1953, Вільнюс)
- симфонія-ораторія Cantus magnificat (1979)
- вокально-симфонічна поема «Колискова попелу» (1963)
- кантата «Голос квітів» (1985)
- 5 симфоній (1948–1982)
- «Героїчна поема» (1950)
- сюїта «Африканські ескізи» (1961)
- «Пассакалія» (1962)
- «Concerto grosso» (1966, для струнного оркестру, духового квінтету та фортепіано)
- та інші.

## Нагороди та звання
- Лауреат Національної премії Литви з культури та мистецтва (1990)
- Офіцерський хрест ордена Великого князя Литовського Гядімінаса (1996)